# Bahnhof Upminster

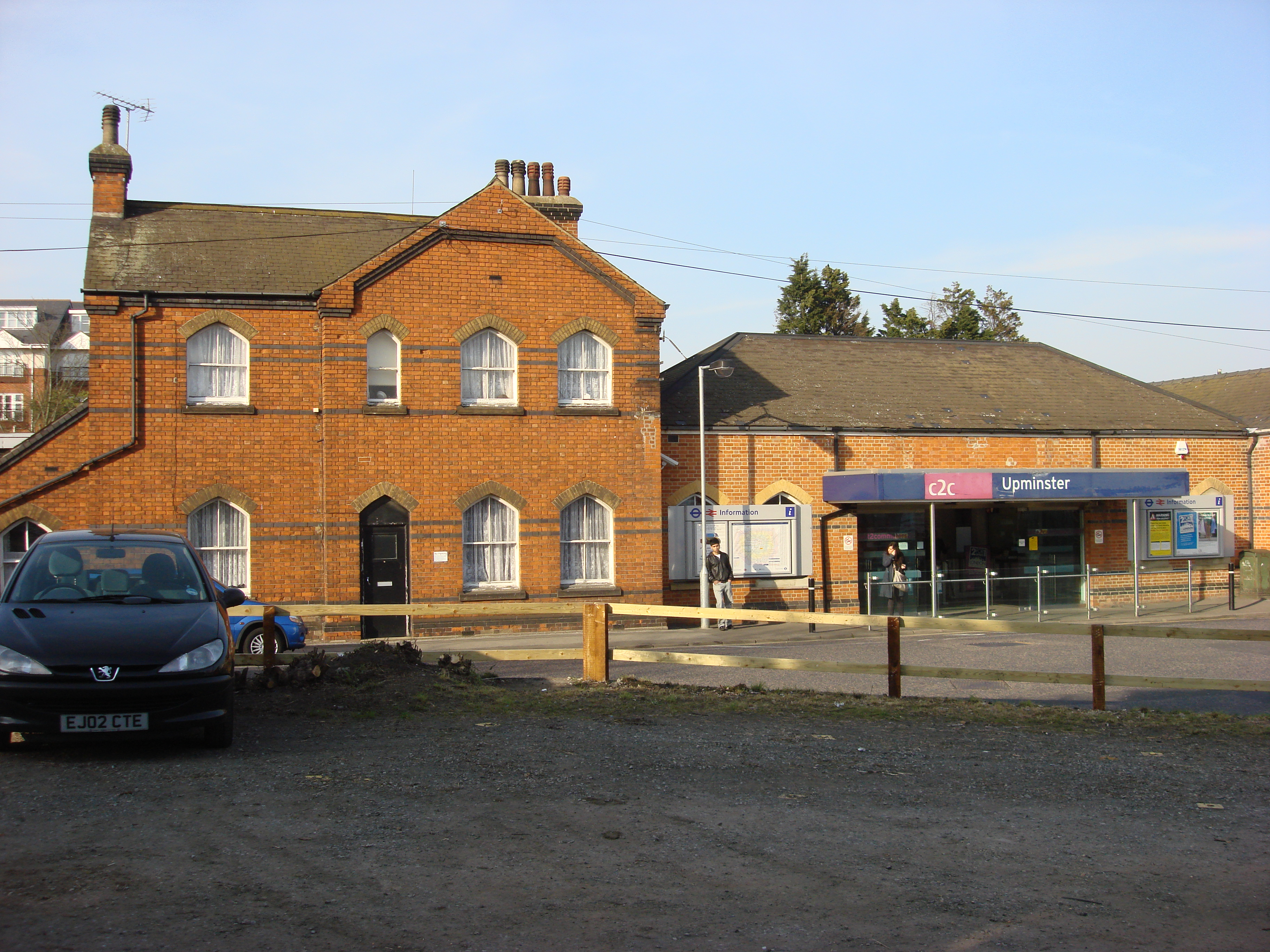
Stationsgebäude

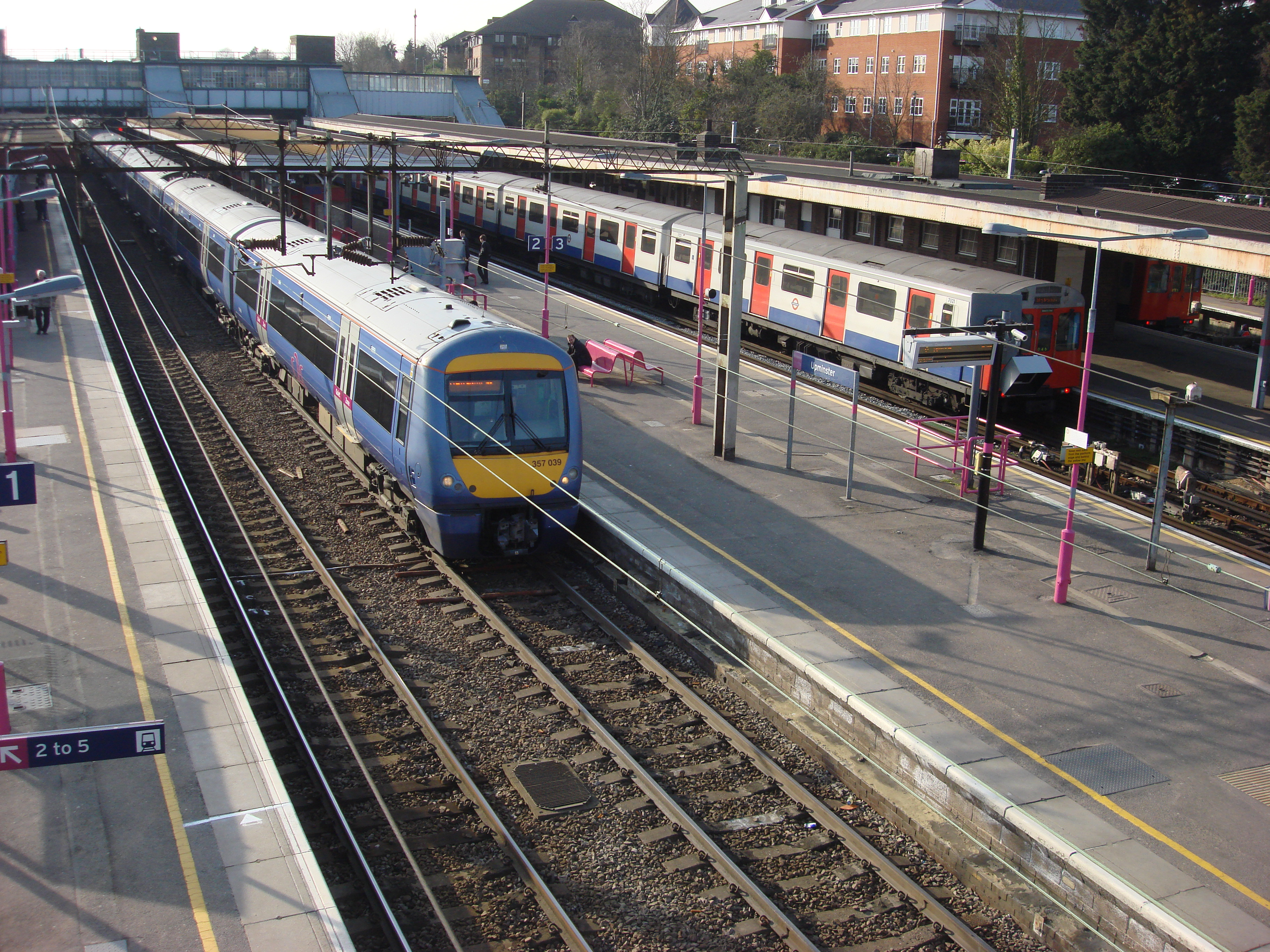
Bahnsteige

Upminster ist ein Bahnhof im Stadtbezirk London Borough of Havering und die am östlichsten gelegene Station der London Underground. Er liegt in der Travelcard-Tarifzone 6 an der Station Road. Im Jahr 2014 nutzten 5,16 Millionen U-Bahn-Fahrgäste den Bahnhof, hinzu kommen 4,932 Millionen Fahrgäste der Eisenbahn.
Die Anlage mit insgesamt sieben Gleisen befindet sich an der Hauptstrecke zwischen dem Londoner Kopfbahnhof Fenchurch Street und Southend-on-Sea im Südosten von Essex. Auf dieser verkehren Schnell- und Vorortzüge der Bahngesellschaft c2c. Parallel dazu befährt die District Line der London Underground zwei separate Gleise. Westlich des Bahnhofs zweigt eine eingleisige Nebenlinie nach Romford ab, auf der Züge der London Overground verkehren.
Die London, Tilbury and Southend Railway (LT&SR) eröffnete den Bahnhof im Jahr 1888, als sie eine direkter verlaufende Strecke nach Southend-on-Sea in Betrieb nahm; damit konnte der Umweg über Tilbury entfallen. Die LT&SR baute auch die Zweigstrecke nach Romford, die am 7. Juni 1893 eröffnet wurde. Ab 2. Juni 1902 bediente die District Line den Bahnhof Upminster. Der U-Bahn-Betrieb endete vorläufig am 30. September 1905 auf dem gesamten Teilstück östlich von East Ham. Nach Abschluss der Elektrifizierung fuhr die U-Bahn ab 12. September 1932 wieder bis nach Upminster. Im Rahmen dieses Ausbauprogramms erweiterte man auch das Stationsgebäude.